# 網路安琪兒
《網路安琪兒》（日语：コレクター・ユイ，英文為Corrector Yui，衍生作品译作《電子小精靈》）是一部52集的日本電視動畫，由NHK製作。另有两部衍生漫畫，分别由麻宮骑亚和冈本庆子繪畫。

## 簡介

### 第一期：
管理電腦網絡的巨型主機古羅沙因為嫉妒人類能獨立思考而產生了偏差的意識，更企圖控制人類。
幸好製造古羅沙的犬養博士發現了古羅沙的計劃，所以開發了八個可以重新修正古羅沙的「守護星軟件」。
後來，認識了守護星軟件IR的中學生春日結；被安排進入網絡世界變身成守護星阿結，肩負起與守護星軟件一起將古羅沙初期化(初始化)的責任。

### 第二期：
古羅沙被初期化後，以為回復和平的網絡世界突然受到名為巴古病毒的入侵。
中學生春日結再次被安排進入網絡世界變身成守護星阿結；另外不知道從何處來名為「守護星阿愛」的人登場，
她的目的是要找一個名為阿愛的小女孩，而這個小女孩阿愛正好又跟巴古病毒連上關係……

## 角色
- 春日結（配音：日：大本真基子、港：曾秀清），變身後名為「守護星阿結」

故事主角，性格樂天傻氣，電腦白痴一個，志願是成為漫畫家和配音員。喜歡鄰家男子東條瞬。
擁有八個守護星軟件，與第八個守護星IR經常一起行動。
但事實上春日結並非犬養博士心目中的守護星人選，如月春菜才是真正的人選，只是I.R.誤打誤撞的以為是由阿結擔任。
春日結曾為此迷失，最後在同伴支持下，在第一季成功修復古羅沙。然後在第二季與春菜、阿愛一同對抗巴古病毒。
- 如月春菜（配音：日：利田優子、港：梁少霞），變身後名為「守護星春菜」

春日結的同學及朋友，是犬養博士最初的守護星人選。樣子長得美麗，性格溫柔大方，頭腦又聰明，還是有錢人家出生。
在第一季中，她本來是犬養博士守護星的正當人選，曾一度代替春日結擔當守護星。後來被古羅沙操控。
第二季裡面，由於有一次阿結感染病毒而變成石頭，為了拯救阿結而復出成為守護星，並繼續和阿結一起合作。
- 篠崎愛（配音：日：荒木香惠、港：沈小蘭），變身後名為「守護星阿愛」

在動畫第二期登場。性格沉默冷酷，表面上是春日家的鄰居，實際上是神秘角色「守護星阿愛」，並多次介入春日結戰鬥中。
她成為守護星的主要目的，是為了尋找令她正在昏迷的母親蘇醒的方法，認為母親的昏迷是和巴古病毒事件有關，因此不斷追蹤神秘小女孩。
經歷過父親的逝世和母親意外昏迷的痛苦經驗，令她封閉自己的心靈，最後受到阿結的感化而打開心扉。
亡父篠崎晉太郎為網絡世界開發團隊的成員。
- 犬養博士（配音：日：麥人、港：張炳強）

網絡世界綜合管理負責人，兼創造守護星及守護星軟件的人。
他亦是古羅沙的創造者，他為了修正古羅沙而創造了守護星軟件，但被古羅沙追殺而陷入昏迷，意志流落在網絡世界中遊蕩並失去了記憶，直到所有守護星軟件齊集後才恢復記憶，可是他不想阿結繼續受事件牽連，一度勸阿結將守護星之位讓回給正選的春菜。
後來他從星古樂的談話中，理解到守護星軟件們已對阿結建立了深厚的感情，最後決定讓阿結再次守護星去將古羅沙初期化。
第二季中作為守護星的幕後支援，共同努力解決巴古病毒事件。
守護星軟件
- 第一個守護星軟件:(控制)剛多魯（配音：日：高橋廣樹、港：林保全）

有加速、瞬間移動的能力。自稱守護星軟件的隊長，但在戰鬥中總愛裝酷而不太幫得上忙。喜歡安迪。
第1期中他在科幻英雄網站中扮演宇宙海賊的角色。
第2期與守護星阿結一起對抗巴古病毒。
元素戰衣力量：風
- 第二個守護星軟件:(協調)星古樂（配音：日：松山鷹志、港：鄺樹培）

第1期被古羅沙操縱，為古羅沙四大天王的一員——和魯夫，善於作戰。
他為了從古羅沙保護犬養博士，而將犬養博士的記憶封印在他的寶石中，並丟棄在遊樂園網站某處，然後被古羅沙洗腦變成和魯夫。
第2期與守護星阿結的合作機會增加。但因為感染巴古病毒，導致他再次變成和魯夫的樣子，直至愛子被初期化後才恢復原狀。
對阿結抱有好感，第一季中他極度反對犬養博士將守護星的位置讓給春菜，第二季還因為阿結談戀愛而呷醋。
元素戰衣力量：火
- 第三個守護星軟件:(預言)安迪（配音：日：根谷美智子、港：鄭麗麗）

擁有預知未來的能力。文靜的女守護星。在空閒時作為戀愛占卜網站的主程式。
第2期開始與其他守護星分開行動。
元素戰衣力量：風
- 第四個守護星軟件:(環保)艾高（配音：日：渡邊久美子、港：陳凱婷）

外觀是10歲左右的少年。熱愛大自然和動物。
第1期時最初因人們對自然的自私的舉止而不友善，後與阿結加深交流而改變想法。也因爲聲古樂在身爲和魯夫的時候進行過焚燒森林的惡行，就算變回原狀仍對他懷著怨恨，不過也逐漸放下了。
第2期開始與其他守護星分開行動。
元素戰衣力量：水
- 第五個守護星軟件:(保護)麗絲（配音：日：木村亞希子、港：黃麗芳）

有治癒能力，天然呆性格。在頭上飄浮的圈有搜尋東西的作用。
本身沒有戰鬥力，但懂得使用陷阱牽制敵人，所以被麗絲的陷阱惡整過的菲利斯對她抱有恐懼。
第1期時在醫療網站嘗試為犬養博士恢復記憶，但因爲菲利斯的來襲而中止療程將博士送走並專注對付菲利斯。
第2期成為搜尋巴古病毒不可或缺的成員。
元素戰衣力量：水
- 第六個守護星軟件:(和平)比斯（配音：日：西松和彥、港：盧國權）

乖僻的和平主義者，討厭鬥爭，擁有創造武器的能力，但自己不會使用。外觀是戴眼鏡的爺爺，像管家一樣。
第1期他與科魯在海洋冒險網站中隱居，阿結招攬他但因爲他討厭鬥爭而拒絕，後來網站被古羅沙毀滅後才決定歸隊。
第2期時本來過著隱居的生活，但知道了有人假冒他的事情而復出，與其他守護星分開行動。
元素戰衣力量：火
- 第七個守護星軟件:(服從)科魯（配音：日：里內信夫、港：梁志達）

體形肥胖，品性純良，喜愛可愛的女孩子。愛捉弄別人。擁有變形能力，能將自己變身成任何東西和人物。
第1期跟比斯一起行動，遇上阿結後很爽快地答應加入，並扮成阿結的樣子幫助阿結在她的朋友面前隱瞞守護星的身份。
第2期時與其他守護星分開行動。
元素戰衣力量：地
- 第八個守護星軟件:(Installer)IR（配音：日：西村朋紘、港：李錦綸）

外觀與狸相似。春日結的好好朋友。
第1期時主要負責令阿結變身成守護星。
第2期開頭因爲阿結能夠靠自己變身而感到自卑而脫隊，經過阿結的開解後，明白自己是不可或缺的同伴而歸隊，與阿結一起行動。
元素戰衣力量：地
古羅沙相關
- 古羅沙（配音：日：麥人、港：潘文柏）

犬養博士所創造的網絡世界管理軟件，在網絡世界啟用當日透過舊電腦的攝影鏡頭認識年幼的阿結，令他有希望變成人類的念頭，所以就計劃在網絡世界中進行創造生命。
但是犬養博士認為古羅沙出現這種思想是屬於程式錯誤並強行修正之，所以他就為反抗犬養博士而狂暴化，企圖支配網絡世界。
阿結成為守護星其實是古羅沙的計劃，目的是要從阿結身上學習關於人類的事情，然後讓阿結接近他並佔有她。
古羅沙最終被阿結初期化並教訓了他，明白自身的過錯和接受自己，可是他已經啟動了刪除網絡世界所有資料的程序而自我消滅，接著阿結再次變身，把網絡世界初期化而復活，變回做好程式。
- 和魯夫（配音：日：松山鷹志、港：鄺樹培）

古羅沙四天王之一。外表是一個身穿鎧甲的狼人，能噴出火焰和使用光劍戰鬥。阿結愛稱呼他做「狗仔」。
其真正身份是第二位守護星軟件星古樂。
- 菲利斯（配音：日：三石琴乃、港：陸惠玲）

古羅沙四天王之一，能將一切凍結。阿結稱呼她為「冰凍凍姊姊」。
在第二季裡面四處打兼職，因為經常被捲入巴古病毒的事件而不斷轉工，接著被一位神秘人委托她去尋找一名小女孩，最後才發現她擁有搜尋電腦病毒的潛質。
- 積奇（配音：日：杉野博臣、港：林國雄）

古羅沙四天王之一，力大無窮，喜歡看書。阿結愛稱呼他做「大隻佬叔叔」。
在第二季成為了圖書館網站的館長，對菲利斯抱有好感。
- 威路斯（配音：日：中田和宏、港：梁志達）

古羅沙四天王之一，四天王之中的頭腦派，能控制病毒。
在第二季裡他成為電腦病毒研究專家。
其他角色（第一期）
- 菲娜

阿結父親的公司製作的海洋冒險網站的小鯨魚向導程式，被改名爲“海海”，但她不喜歡這個名字。
喜歡唱歌，不過她的歌聲會令古羅沙感到痛苦，令他親自出來企圖去刪除她，幸得守護星的保護和抵抗下成功趕走了他，然後與網絡世界的同伴們會合。
在守護星初期化古羅沙的決戰時帶領鯨魚同伴們唱歌，來協助阿結牽制古羅沙。
- Q

間諜網站裡傳説中的最强間諜，他一度被守護星懷疑他是第二位守護星軟件聲古樂，但他否認了。不過他承認自己曾經為古羅沙辦事。
在守護星們初期化古羅沙的決戰前現身，他將古羅沙的城堡位置和潛入城堡的方法告訴給守護星。
巴古病毒事件有關
- 黑川良

整個巴古病毒事件的幕後黑手，稱自己是憎恨著阿愛的父親和網絡世界的男人。
原本是網絡世界開發研究團隊的成員，認為軟件只是為人類服務的工具，所以他反對篠崎晉太郎和犬養博士等人為軟件賦予人類感情的建議，憤而離開團隊。
他劫持了阿愛的媽媽和愛子，在網絡世界裡面製造巴古病毒，實行他毀滅並重新構建網絡世界的計劃。
不過真相是在阿愛的母親在阻止黑川的時候發生爆炸事故，黑川在現實的肉體已經死亡，但他的意識殘留了在網絡世界裡面，和巴古病毒融為一體。
在阿結三人對他初期化攻擊後，黑川露出他身為電腦病毒的真面目，最後阿結以眾守護星的力量，下載最終元素戰衣把黑川淨化消失。
- 神秘男人

一身執事打扮的神秘男人，委托菲利斯去尋找一個抱著小熊玩偶的小女孩，然後在網絡世界裡面做著種種不法勾當，為黑川良執行破壞網絡世界的計劃。（例如製造假的比斯到處破壞、操控菲利斯和散播巴古病毒）
在最後一戰前被阿結初期化，發現他是被人用假鼻子裡的操控裝置所控制，恢復了本來的心智，並協助菲利斯和積奇去拯救小女孩。
- 阿愛（日語版原稱iちゃん）

巴古病毒的事件中經常出現的神秘小女孩。
名字和篠崎愛的名字同音，由阿愛的父親晉太郎所編寫的電郵軟件，以阿愛的母親所畫的繪本裡的女主角為基礎。
她能夠感知身邊的人的內心情感，會接近心境開朗的人及避開懷有負面情緒的人。所以性格陰沉的阿愛總不能夠找到她。
她被黑川良綁架並拿來製造巴古病毒，成為該電腦病毒的頭號源頭。在爆炸事件中獲得逃脫的機會，然後在尋找目的地的流浪旅程中散播病毒。
在最後阿愛接受守護星阿愛的初期化，把晉太郎生前的電郵傳遞給她。
- 小熊玩偶

阿愛經常帶在身邊的熊玩偶，其實是阿愛的保護程式，但只有在阿愛睡着或失去知覺的時候才能活動。
爲了拯救阿愛，它偷走了本來屬於阿結的新型元素戰衣的網絡手鐲，並將它交給篠崎愛讓她變身成爲守護星阿愛。
當阿愛被神秘男人擄走後，它向守護星求助，經過犬養博士的改造後，令它在任何時候都能自由行動，讓它將事情的真相告訴給守護星一夥。

## 製作人員
- 原案：麻宮騎亞
- 系列構成：隅沢克之→西園悟
- 人物設計：室井富美江・中島美子（第2期）
- 輔助人物設計：中島美子
- 美術監督：川口正明→川本征平
- 色彩設計：村上智美
- 攝影監督：森下成一（スタジオトゥインクル）
- 編輯：村井秀明（岡安プロモーション）・上遠野英俊（日本アニメーション）
- 音樂：川井憲次
- 音響監督：早瀬博雪→高橋秀雄
- 音響效果：西村睦弘（フィズサウンドクリエイション）
- 錄音製作：サンオンキョー
- 動畫製片人：遠藤重夫・小林正彦
- 製片人：松本寿子（NHK）
- 製作統籌：坂上浩子・渡辺昭→平田豊子・吉國勲
- 監督：ムトウユージ
- 動畫製作：日本動畫公司
- 製作・著作：NHK（共同制作：NHKエンタープライズ21）

## 每集標題

### 第一期
| 集數   | 播映日期（日本） | 中文名稱              | 日文名稱                    |
| ------ | ---------------- | --------------------- | --------------------------- |
| 1      | 1999.04.09       | 向電腦網絡進發！      | コムネットへ出発!           |
| 2      | 1999.04.16       | 小心會罵人的電郵      | 悪口メールにご用心          |
| 3      | 1999.04.23       | 對好味的食物要節制呀! | おいしいものはホドホドに    |
| 4      | 1999.04.30       | 占卜網站的戀愛預告    | 占いネットで恋の予感        |
| 5      | 1999.05.07       | 聆聽森林的歌聲！上集  | とどけ! 森の歌声(前編)      |
| 6      | 1999.05.14       | 聆聽森林的歌聲！下集  | とどけ! 森の歌声(後編)      |
| 7      | 1999.05.21       | 大江戶網站的騷動      | O-EDOネット大騒動           |
| 8      | 1999.05.28       | 拯救麗斯              | レスキューをたすけて        |
| 9      | 1999.06.04       | 宇宙英雄阿結          | 大宇宙のユイ                |
| 10     | 1999.06.11       | 糖果屋的巫婆！        | お菓子の家で食べられちゃう! |
| 11     | 1999.06.18       | 輕快的拍拖歷險        | わくわくダブルデート        |
| 總集篇 | 1999.06.25       | -                     | -                           |
| 12     | 1999.07.02       | 刺激的歷險            | どきどきダブルデート        |
| 13     | 1999.07.09       | 八個精靈之謎          | 8つのソフトの謎             |
| 14     | 1999.07.16       | 西部網站的決戰        | ウエスタンネットの決闘      |
| 15     | 1999.07.30       | 快速列車偵探號        | 迷探偵エクスプレス          |
| 16     | 1999.08.06       | 積奇的大特訓          | ジャギーの大特訓            |
| 17     | 1999.08.13       | 禾魯夫咆哮的時候      | ウォーウルフが吠える時      |
| 18     | 1999.08.20       | 新仔間碟零零結        | 00ユイは新人スパイ          |
| 19     | 1999.08.27       | 阿結學做公主          | ユイのプリンセス修行        |
| 20     | 1999.09.03       | 春菜被擄走左          | ねらわれた春菜              |
| 21     | 1999.09.10       | 第八軟件！星古樂      | 最後のソフト シンクロ       |
| 22     | 1999.09.17       | 黑色翅膀的天使        | 黒い翼の天使                |
| 23     | 1999.09.24       | 兩個守護星的決戰！！  | 対決!ダブルコレクター!!     |
| 24     | 1999.10.01       | 阿結的決心            | ユイの決意                  |
| 25     | 1999.10.08       | 攻擊古羅沙城堡！      | 突撃グロッサー城!           |
| 26     | 1999.10.15       | 向明日進發！！        | 明日へ出発!!                |

### 第2期
| 集數 | 播映日期（日本） | 中文名稱               | 日文名稱                         |
| ---- | ---------------- | ---------------------- | -------------------------------- |
| 1    | 2000.04.14       | 唔再需要IR？           | IRはもういらない!?               |
| 2    | 2000.04.21       | 唔再需要守護星阿結！？ | コレクター・ユイはもういらない!? |
| 3    | 2000.04.28       | 迷途的少女             | 迷子の少女                       |
| 4    | 2000.05.05       | 阿結與阿愛的話劇比賽   | ユイと愛の演劇バトル             |
| 5    | 2000.05.12       | 志願係漫畫家！         | めざせ!マンガ家                  |
| 6    | 2000.05.19       | 零下二百度℃的戰鬥      | マイナス200℃の戦い               |
| 7    | 2000.05.26       | 占卜識女仔的秘訣！     | 占います!モテる条件              |
| 8    | 2000.06.02       | 追趕太陽！             | 太陽を追いかけろ!                |
| 9    | 2000.06.09       | 阿結成為歌手！？       | ユイちゃんアイドルになる!?       |
| 10   | 2000.06.16       | 尼迪失左蹤呀！         | 消えたネッティー                 |
| 11   | 2000.06.23       | 菲莉斯的校園日記       | フリーズの学園日記               |
| 12   | 2000.06.30       | 阿愛教我打字呀!        | 愛の個人レッスン                 |
| 13   | 2000.07.07       | 彼斯失左控呀！？       | ピース大ぼうそう!?               |
| 14   | 2000.07.14       | 去溫泉旅行             | 温泉旅行だよユイちゃん           |
| 15   | 2000.07.28       | 八小時環遊世界         | 8時間世界一周                    |
| 16   | 2000.08.04       | 守護星春菜！大顯神通   | 決めます!コレクター春菜          |
| 17   | 2000.08.11       | 阿結談戀愛             | ユイちゃん恋をする               |
| 18   | 2000.08.25       | 積奇的圖書館大混亂     | ジャギー図書館大さわぎ           |
| 19   | 2000.09.01       | 尋找向日葵的少女       | ひまわりの中の少女               |
| 20   | 2000.09.08       | 三個守護星駕到！       | トリプルコレクター見参!          |
| 21   | 2000.09.15       | 可悲的菲利斯           | 悲しみのフリーズ                 |
| 22   | 2000.09.22       | 守護星阿愛的身份       | コレクター・アイの正体           |
| 23   | 2000.09.29       | 三個愛的關係           | 愛とアイとi                      |
| 24   | 2000.10.06       | 網絡的最大危機         | コムネット最大の危機             |
| 25   | 2000.10.13       | 毀滅網絡世界           | コムネット崩壊!?                 |
| 26   | 2000.10.20       | 全部都係朋友           | みんな友だち                     |

## 主題曲

### 片頭曲
第一期
- 
  - 作詞：杏子
  - 作曲：山崎將義
  - 主唱：杏子 with 山崎將義 & 菅止戈男

第二期
- 
  - 作詞：彩月
  - 作曲：彩月
  - 編曲：coba
  - 主唱：彩月

### 片尾曲
第一期
- 「未來」
  - 作詞：MILAI
  - 作曲：山口一久
  - 主唱：LEGOLGEL

第二期
- 
  - 作詞：彩月
  - 作曲：彩月
  - 編曲：coba
  - 主唱：彩月

## 動畫放映
- 第一期：1999年4月9日～1999年10月15日（全26話，NHK教育頻道）
- 第二期：2000年4月14日～2000年10月20日（全26話，NHK教育頻道）
- 香港：2002年5月11日～2003年5月24日播出（全52話，無綫電視翡翠台），於2004年10月2日～2005年4月30日重播。
- 台灣播映權於八大電視取得，譯為《網路女戰士》。

### 時序變遷
日本
| 日本 NHK教育頻道 星期五 18:00-18:25 節目 | 日本 NHK教育頻道 星期五 18:00-18:25 節目 | 日本 NHK教育頻道 星期五 18:00-18:25 節目 |
| ---------------------------------------- | ---------------------------------------- | ---------------------------------------- |
|                                          | 網路安琪兒 (1999.04.09 ~ 10.15)          |                                          |
| 天才ビットくん                           |                                          |                                          |

香港
| 香港 翡翠台 星期六 10:30-11:00 節目               | 香港 翡翠台 星期六 10:30-11:00 節目 | 香港 翡翠台 星期六 10:30-11:00 節目 |
| ------------------------------------------------- | ----------------------------------- | ----------------------------------- |
|                                                   | (2002.05.11 ~ 2003.05.24)           |                                     |
| 勇者指令                                          | 棋靈王                              |                                     |
| 星期六 10:50-11:45 節目 2005.03.26,04.02 暫停播映 |                                     |                                     |
| 踢出我天地                                        | 重播 (2004.10.02 ~ 2005.04.30)      | 企鵝小方方                          |